# Hentai ōji to warawanai neko.
Hentai ōji to warawanai neko. (変態王子と笑わない猫。), également connu sous l'abréviation Henneko, est une série de light novels écrite par Sō Sagara et illustrée par Kantoku. Elle est publiée par Media Factory depuis octobre 2010. Une adaptation en manga dessinée par Okomeken est publiée depuis 2011. Une adaptation en anime produite par J. C. Staff est diffusée du 13 avril au 29 juin 2013.

## Synopsis
Yōto Yokodera est un élève en deuxième année de lycée qui est sans doute le plus grand pervers à l'école. Son problème est qu'il a du mal à montrer ses émotions. Un jour, son meilleur ami, aussi perverti, se transforme complètement et se débarrasse de ses « pensées impures » ; un exploit qu'il attribue à la puissance de la statue « Stony Cat ». Comme les rumeurs le suggèrent, en priant la statue et en lui donnant une offrande, on peut supprimer un trait de sa personnalité. Cependant, cela va transmettre le trait suivant à quelqu'un d'autre.
Comme Yōto fait son offrande à la statue, une fille nommée Tsukiko Tsutsukakushi arrive à faire son souhait d'être en mesure d'être plus adulte et de ne pas montrer si facilement ses émotions. Ils prient ensemble et à leur grande surprise, le lendemain à l'école, Yōto est incapable de dire un seul mensonge, et Tsukiko est incapable de montrer le moindre signe d'émotion que ce soit. Après avoir réalisé qu'ils n'aiment pas le changement opéré, ils travaillent ensemble à la recherche des personnes ayant reçu leur trait de caractère dans le but de remettre les choses en ordre. Ils rencontrent Azusa Azuki, une jolie jeune fille de deuxième année qui vient d'être transférée dans leur école. Elle est tout le temps séduite par de nombreux garçons à l'école, mais elle n'a pas d'amis et est toujours seule. Yōto découvre qu'Azusa est celle qui a reçu son trait de personnalité indésirable et tente de le récupérer.

## Personnages
Tsukiko Tsutsukakushi (筒隠 月子, Tsutsukakushi Tsukiko)
Yōto Yokodera (横寺 陽人, Yokodera Yōto)
Azusa Azuki (小豆 梓, Azuki Azusa)
Tsukushi Tsutsukakushi (筒隠 つくし, Tsutsukakushi Tsukushi)
Emanuela Pollarola (エマヌエーラ・ポルラローラ, Emanuēra Porurarōra) / Emi (エミ)
Mai Maimaki (舞牧麻衣, Maimaki Mai)
Ponta (ポン太)
Moriya (モリヤ)
Morii (モリイ)
Tsukasa Tsutsukakushi (筒隠 つかさ, Tsutsukakushi Tsukasa)

## Light novel
| no | Japonais          | Japonais                                                                         |
| no | Date de sortie    | ISBN                                                                             |
| -- | ----------------- | -------------------------------------------------------------------------------- |
| 1  | 25 octobre 2010   | 978-4-8401-3555-9                                                                |
| 2  | 25 janvier 2011   | 978-4-8401-3800-0                                                                |
| 3  | 25 mai 2011       | 978-4-8401-3893-2                                                                |
| 4  | 22 septembre 2011 | 978-4-8401-4207-6                                                                |
| 5  | 23 mars 2012      | 978-4-8401-4528-2                                                                |
| 6  | 25 mars 2013      | 978-4-8401-4686-9(édition régulière) (ISBN 978-4-8401-4973-0) (édition spéciale) |
| 7  | 25 octobre 2013   | 978-4-04-066028-8                                                                |
| 8  | 25 avril 2014     | 978-4-04-066389-0                                                                |
| 9  | 25 décembre 2014  | 978-4-04-067316-5                                                                |
| 10 | 25 mai 2015       | 978-4-04-067655-5                                                                |
| 11 | 25 avril 2016     | 978-4-04-067954-9                                                                |
| 12 | 24 mars 2018      | 978-4-04-069182-4                                                                |

## Manga
| no | Japonais         | Japonais          |
| no | Date de sortie   | ISBN              |
| -- | ---------------- | ----------------- |
| 1  | 23 août 2011     | 978-4-8401-3555-9 |
| 2  | 23 mars 2012     | 978-4-8401-4436-0 |
| 3  | 23 octobre 2012  | 978-4-8401-4736-1 |
| 4  | 23 mars 2013     | 978-4-8401-5031-6 |
| 5  | 23 janvier 2014  | 978-4-04-066244-2 |
| 6  | 23 mars 2015     | 978-4-04-067285-4 |
| 7  | 22 décembre 2015 | 978-4-04-067859-7 |
| 8  | 23 mars 2018     | 978-4-04-069827-4 |

## Anime
L'adaptation en anime est annoncée en juillet 2012. Celle-ci est produite au sein du studio J. C. Staff avec une réalisation de Yōhei Suzuki et un scénario de Michiko Itō. Elle est diffusée initialement sur Tokyo MX du 13 avril au 29 juin 2013.

### Liste des épisodes
| No | Titre français non officiel                  | Titre japonais         | Titre japonais                  | Date de 1re diffusion |
| No | Titre français non officiel                  | Kanji                  | Rōmaji                          | Date de 1re diffusion |
| -- | -------------------------------------------- | ---------------------- | ------------------------------- | --------------------- |
| 01 | Le pervers et le chat de pierre              | 変態さんと笑わない猫   | Hentai-san to warawanai neko    | 13 avril 2013         |
| 02 | Les fées ne s'énervent pas                   | 妖精さんは怒らない     | Yōsei-san wa okoranai           | 20 avril 2013         |
| 03 | Dis-le avant de le regretter                 | 哀しむ前に声を出せ     | Kanashimu mae ni koe o dase     | 27 avril 2013         |
| 04 | Comment faire tomber un roi désinvolte       | 気楽な王の斃し方       | Kiraku na ō no taoshikata       | 4 mai 2013            |
| 05 | Au revoir, ma maison                         | さよならマイホーム     | Sayonara mai hōmu               | 11 mai 2013           |
| 06 | Bienvenue, mon ami                           | ようこそマイフレンド   | Yōkoso mai furendo              | 18 mai 2013           |
| 07 | Un jour, ma famille                          | いつかはマイファミリー | Itsuka wa mai famirī            | 25 mai 2013           |
| 08 | 100% Fille                                   | 100%の女の子           | 100% no onna no ko              | 1er juin 2013         |
| 09 | Le joyeux prince                             | 幸福な王子             | Kōfuku na ōji                   | 8 juin 2013           |
| 10 | Le plus long                                 | 一番長いということ     | Ichiban nagai to iu Koto        | 15 juin 2013          |
| 11 | À l'intérieur de la maison des Tsutsukakushi | 筒隠さんの家の中       | Tsutsukakushi-san no ie no naka | 22 juin 2013          |
| 12 | Le prince pervers et les souvenirs manquants | 変態王子と記憶の外     | Hentai ōji to kioku no soto     | 29 juin 2013          |

### Génériques
| Générique | Épisodes | Début            | Début         | Fin                   | Fin       |
| Générique | Épisodes | Titre            | Artiste       | Titre                 | Artiste   |
| --------- | -------- | ---------------- | ------------- | --------------------- | --------- |
| 1         | 1 – 12   | Fantastic Future | Yukari Tamura | Baby Sweet Berry Love | Yui Ogura |

### Light novel
1. 1 2  Tome 1
2. 1 2  Tome 2
3. 1 2  Tome 3
4. 1 2  Tome 4
5. 1 2  Tome 5
6. 1 2  Tome 6
7. ↑  Tome 6 - Édition limitée
8. 1 2  Tome 7
9. 1 2  Tome 8
10. 1 2  Tome 9
11. 1 2  Tome 10
12. 1 2  Tome 11
13. 1 2  Tome 12

### Manga
1. 1 2  Tome 1
2. 1 2  Tome 2
3. 1 2  Tome 3
4. 1 2  Tome 4
5. 1 2  Tome 5
6. 1 2  Tome 6
7. 1 2  Tome 7
8. 1 2  Tome 8